# Koroška vas na Pohorju
Koroška vas na Pohorju je naselje u slovenskoj Općini Zreču. Koroška vas na Pohorju se nalazi u pokrajini Štajerskoj i statističkoj regiji Savinjskoj. 

## Stanovništvo
Prema popisu stanovništva iz 2002. godine naselje je imalo 113 stanovnika.